# Peromyscus slevini
Peromyscus slevini är en däggdjursart som beskrevs av Mailliard 1924. Peromyscus slevini ingår i släktet hjortråttor, och familjen hamsterartade gnagare. IUCN kategoriserar arten globalt som akut hotad. Inga underarter finns listade i Catalogue of Life.
Artepitetet i det vetenskapliga namnet hedrar den amerikanska naturforskaren Joseph Richard Slevin.

Individerna når en absolut längd av cirka 22,5 cm, inklusive en cirka 12 cm lång svans. Pälsen har på ovansidan en brunaktig färg och buken är vitaktig. Artens framfötter är kanelbrun, medan bakfötterna är vitaktiga. Även svansen har en mörk ovansida och en ljus undersida.
Denna hjortråtta förekommer bara på ön Santa Catalina öster om Baja California (Mexiko). Öns vegetation kännetecknas av buskar eller träd från släktena Bursera, Colubrina och Encelia samt av kaktusar från djävulstungesläktet (Ferocactus).
Peromyscus slevini vistas vanligen i öns kulliga och klippiga områden.